# Edith Carola
Edith Carola (eigentlich Edith Wernicke; * 14. Oktober 1908 in Berlin; † 13. September 1970 in Männedorf) war eine Schweizer Tänzerin, Kabarettistin und Schauspielerin. Sie hatte als Tänzerin Engagements bei Trudi Schoops Tanzgruppe, beim Cabaret Cornichon und Cabaret Kaktus – nach einer Knieverletzung ab 1957 in kleineren Rollen als Schauspielerin am Schauspielhaus Zürich und im Film.

## Jugend
Edith Carola wurde im Berliner Bezirk Neukölln als Edith Wernicke geboren. Ihre Eltern Karl Wernicke und die Schauspielerin Frieda Klara Karoline (Carola) Lübcke trennten sich schon 1911. Die Mutter verliess Deutschland mit Edith und hatte wechselnde Engagements in der Schweiz. Schliesslich fand sie eine Anstellung als Garderobiere im damaligen Stadttheater Zürich, dem heutigen Opernhaus. Edith trat schon als fünfjähriges Mädchen in Kinderrollen auf und wählte in der Folgezeit als Künstlernamen das Carola der Mutter. Sie absolvierte die Tanzschule des Zürcher Stadttheaters und schloss diese im Juni 1923 mit Bestnoten ab.: S. 222

## Wirken
Ab der Spielzeit 1923/24 war Edith Carola Teil des Ballettensembles des Stadttheaters Zürich. Grössere Rollen hatte sie 1927 als Mohr in Stranwinskys Petruschka und 1930 als Graf in Der Zwerg und die Infantin von Bernhard Sekles. 1931 wechselte sie vom Stadttheater ins Ensemble von Trudi Schoop, mit dem sie ab Juli 1932 mit der Tanzkomödie Fridolin unterwegs in der Rolle der Eulalia in ganz Europa und auch in den USA auftrat. Mit Ausbruch des Krieges löste sich Trudi Schoops Ensemble auf und Edith Carola fand ein neues Engagement am Cabaret Cornichon. Hier lernte sie Charles Ferdinand Vaucher kennen, mit dem sie Ende 1942 ein Weinbauernhäuschen in Herrliberg bezog und den sie später heiratete.: S. 229 Mit Charles F. Vaucher wechselte sie 1943 zum von Alfred Rasser neu gegründeten Cabaret Kaktus in Basel. In dieser kleinen Truppe wirkte sie als Tänzerin, Choreografin und vielseitige Darstellerin bis 1948 mit. In vielen der von ihrem Partner C.F. Vaucher geschriebenen Stücke hatte sie tragende Rollen und wurde darüber hinaus auch von der Presse als «Mit-Regisseurin und Tanzmeisterin» dieses Ensembles wahrgenommen.: S. 251
Von 1948 bis 1951 hatte Edith Carola nochmals ein Engagement bei Cabaret Cornichon, wobei sie in dieser Zeit immer mehr durch eine Knieverletzung eingeschränkt wurde und ihre Karriere als Tänzerin aufgeben musste. 1949 brillierte sie im Programm Grimmige Märchen gemäss NZZ-Kritik noch in ihrer Rolle als «ungestiefelter Kater», der über die Dächer des Zürcher Niederdorfs streift, jedoch litt sie immer mehr unter ihrer eingeschränkten Beweglichkeit. Der schon seit Jahren erhebliche Alkoholkonsum eskalierte vollends und sie konnte erst nach einem Entzug wieder regelmässige Engagements als Schauspielerin eingehen.: S. 306ff Sie spielte ab 1955 am Bernhard-Theater Zürich und gehörte von 1957 bis 1966 zum Ensemble des Schauspielhaus Zürich, unter anderem in Rollen in Goethes Faust in der Inszenierung von Leopold Lindtberg und in Walter Leschs Die kleine Niederdorf-Oper. Dazu kamen Nebenrollen im Alfred Rassers HD-Soldat Läppli und im Fernsehfilm Eine Dummheit macht auch der Gescheiteste.